# 森摩耶
森 摩耶（もり まや、1985年11月23日 - ）は、日本のギャルファッションモデル。身長158センチメートル、血液型A型。神奈川県出身。プラチナムプロダクション所属。
2002年に『Ranzuki〔ランズキ〕』誌上でモデル活動を始動。のち、創刊時から『JELLY〔ジェリー〕』の専属モデルとして活動。山本優希とともに同誌の看板モデルと言われてきた。既婚で子持ち。“ママモデル”と紹介されることもある。
『JELLY』の専属モデルとしてカリスマ的な人気を獲得して以後は、ファッションブランド「LOVERS BLACK」のプロデュースやバラエティテレビ番組出演など、多方面での活動の展開を見せてきた。

## 来歴
渋谷109前で『Ranzuki』の編集部員に声を掛けられスナップ写真の撮影を受けたことをきっかけにモデル業を始動、2002年のことであった。当時は黒ギャルで、街頭スナップグランプリを獲得した同誌に露出を開始、すぐさま人気モデルの一員となる。そして2006年、4月における『JELLY』の創刊に伴い同誌の専属モデルとなった。
2010年には自身のファッションブランド「LOVERS BLACK（ラバーズブラック）」が発足、“タフ＆セクシーな「ワタシらしさ」と「カワイらしさ」”をコンセプトとするこのブランドの名のもと、さっそく時計製品のプロデュースなどを行っている。
結婚、妊娠、出産を経て、2011年、自身初となる写真集『LOVEHOLIC!!』を発売。ちょうど同時期に産休明けの復帰を果たした山本優希（『sugar free』）と並んでの発売であった。2015年10月、創刊以来務めてきたジェリー誌の専属モデル卒業を発表。同年12月17日発売の2016年2月号が最後の登場となった。ジーンズプラザ摩耶の代表取締役でもある。

## 広告塔
かねてより、プリクラ機「FuRyu」やカラーコンタクト「sexy vision」、香水「ラブ＆ピース」、ならびにアイロン製品「TSUYAGLA・“id”」などのイメージモデルを担ってきた。ほか、“ギャルの鉄板メイクアップブランド”の代名詞を持つ化粧品ブランド「SUPER QUICK（スーパークイック）」や、109系ファッションブランド「DURAS」などのイメージモデルを担っている。

## 私生活
母親の兵庫県神戸市の実家で生まれ、4歳の時に神奈川県横浜市に移住。姉が1人いる。ジェリー誌に活動していた当時、2010年9月発売の同誌11月号の誌面で自身の結婚ならびに妊娠を発表。結婚相手はそれまでおよそ2年間にわたり交際を続けてきていたアパレル関係の職に従事する男性で、同年8月に挙式、9月より産休に入った。11月に入籍を報告、そして12月暮れに第1子となる女児を出産。翌2011年のジェリー誌6月号で産休から復帰。2013年を迎えて間もなく第二子の妊娠を発表。3月に第2子となる女児の出産を報告している。

## 出演

### 雑誌
- 『JELLY』（専属：2006年 - 2015年）
- 『Ranzuki』
- 『egg』

### ランウェイ
- 東京ガールズコレクション
- 渋谷ガールズコレクション
- ガールズアワード

### テレビ番組
- 音ぱつ（2005年、テレビ東京）
- Take Me Out（2009年11月19・26日、TBS）
- あいまいナ!（2010年4月 - 、TBS）- セミレギュラー

### ラジオ
- もっとイマドキッ（2009年11月15日 - 2010年4月10日、MBSラジオ）
- われらイマドキッ!〜DOKODOKI商品研究所〜（2010年4月17日 - 10月2日、MBSラジオ）

### ミュージックビデオ
- LGYankees & GIPPER 「KO.A.KU.MA feat. NOA 」
- SO-TA 「ただ…君を…」
- LADY BiRD feat. yula. 「東京は夜の七時」

### 書籍
- 『GILFY STORE Produced by JELLY』（ぶんか社、2010年）[31]
- 『MODELs（モデルズ）』（2012年、ぶんか社）  -  “カリスマと呼ばれたモデル”として[32]

### ジャケット写真
- 『JELLY meets HOUSE』（JELLY、2009年）  - 共/山本優希、高橋真依子[33]
- 「東京は夜の七時」（LADY BiRD feat. yula.、2010年） - 共/山本優希、宮城舞[34]

### その他
- ゲームソフト：龍が如く4 伝説を継ぐもの（2010年、セガ） - 神室町キャバ嬢・森摩耶 役
- ウェブサイト：『ギャル時計』（2010年） - 共/若槻千夏[35]